# 북위 28도
북위 28도는 적도로부터 북쪽으로 28도 떨어진 위선이다. 아프리카, 아시아, 인도양, 태평양, 북아메리카, 대서양을 지난다. 이 위도에서의 일조시간은 하지일 때 13시간 55분, 동지일 때 10시간 22분이다.

## 지나가는 지역

북위 28도선을 기준으로 멕시코의 바하칼리포르니아주와 바하칼리포르니아수르주가 나뉜다.

북위 28도선은 본초 자오선에서 동쪽 방향으로 다음 지역들을 지나간다.
| 좌표                                                    | 국가·지역·해역                                                                 | 비고 |
| ------------------------------------------------------- | ------------------------------------------------------------------------------ | --- |
| 북위 28° 0′ 동경 0° 0′  / 북위 28.000° 동경 0.000°      | 알제리                                                                         | |
| 북위 28° 0′ 동경 9° 55′  / 북위 28.000° 동경 9.917°     | [[파일:{{{국기그림-과도정부}}}\|22x20px\|border \|리비아\|링크=리비아]] 리비아 | |
| 북위 28° 0′ 동경 25° 0′  / 북위 28.000° 동경 25.000°    | 이집트                                                                         | |
| 북위 28° 0′ 동경 33° 27′  / 북위 28.000° 동경 33.450°   | 홍해                                                                           | 수에즈만 |
| 북위 28° 0′ 동경 33° 48′  / 북위 28.000° 동경 33.800°   | 이집트                                                                         | 시나이반도 - 샤름엘셰이크 북쪽 통과 |
| 북위 28° 0′ 동경 34° 26′  / 북위 28.000° 동경 34.433°   | 홍해                                                                           | 티란 해협 |
| 북위 28° 0′ 동경 34° 30′  / 북위 28.000° 동경 34.500°   | 사우디아라비아                                                                 | 티란섬 |
| 북위 28° 0′ 동경 34° 33′  / 북위 28.000° 동경 34.550°   | 홍해                                                                           | |
| 북위 28° 0′ 동경 35° 10′  / 북위 28.000° 동경 35.167°   | 사우디아라비아                                                                 | |
| 북위 28° 0′ 동경 48° 46′  / 북위 28.000° 동경 48.767°   | 페르시아만                                                                     | |
| 북위 28° 0′ 동경 51° 20′  / 북위 28.000° 동경 51.333°   | 이란                                                                           | |
| 북위 28° 0′ 동경 62° 47′  / 북위 28.000° 동경 62.783°   | 파키스탄                                                                       | 발루치스탄주 신드주 펀자브주 |
| 북위 28° 0′ 동경 70° 21′  / 북위 28.000° 동경 70.350°   | 인도                                                                           | 라자스탄주 |
| 북위 28° 0′ 동경 70° 35′  / 북위 28.000° 동경 70.583°   | 파키스탄                                                                       | 펀자브주 |
| 북위 28° 0′ 동경 71° 54′  / 북위 28.000° 동경 71.900°   | 인도                                                                           | 라자스탄주 하리아나주 라지스탄주 하리아나주 우타르프라데시주                                                                                    |
| 북위 28° 0′ 동경 81° 38′  / 북위 28.000° 동경 81.633°   | 네팔                                                                           | |
| 북위 28° 0′ 동경 85° 57′  / 북위 28.000° 동경 85.950°   | 중화인민공화국                                                                 | 티베트 자치구 - 약 14km |
| 북위 28° 0′ 동경 86° 5′  / 북위 28.000° 동경 86.083°    | 네팔                                                                           | 약 11km |
| 북위 28° 0′ 동경 86° 12′  / 북위 28.000° 동경 86.200°   | 중화인민공화국                                                                 | 티베트 자치구 - 약 30km |
| 북위 28° 0′ 동경 86° 30′  / 북위 28.000° 동경 86.500°   | 네팔                                                                           | 에베레스트산 - 네팔과 중국의 교차점 |
| 북위 28° 0′ 동경 86° 53′  / 북위 28.000° 동경 86.883°   | 중화인민공화국                                                                 | 티베트 |
| 북위 28° 0′ 동경 88° 25′  / 북위 28.000° 동경 88.417°   | 인도                                                                           | 시킴주 |
| 북위 28° 0′ 동경 88° 50′  / 북위 28.000° 동경 88.833°   | 중화인민공화국                                                                 | 티베트 |
| 북위 28° 0′ 동경 88° 27′  / 북위 28.000° 동경 88.450°   | 부탄                                                                           | |
| 북위 28° 0′ 동경 91° 0′  / 북위 28.000° 동경 91.000°    | 중화인민공화국                                                                 | 티베트 - 약 15km |
| 북위 28° 0′ 동경 91° 9′  / 북위 28.000° 동경 91.150°    | 부탄                                                                           | |
| 북위 28° 0′ 동경 91° 27′  / 북위 28.000° 동경 91.450°   | 중화인민공화국                                                                 | 티베트 |
| 북위 28° 0′ 동경 92° 43′  / 북위 28.000° 동경 92.717°   | 인도                                                                           | 아루나찰프라데시주 - 중화인민공화국이 일부 영유권 주장                                                                                          |
| 북위 28° 0′ 동경 97° 23′  / 북위 28.000° 동경 97.383°   | 미얀마                                                                         | |
| 북위 28° 0′ 동경 98° 8′  / 북위 28.000° 동경 98.133°    | 중화인민공화국                                                                 | 윈난성 쓰촨성 윈난성 쓰촨성 윈난성 쓰촨성 구이저우성 후난성 장시성 푸젠성 저장성 - 원저우시                                                     |
| 북위 28° 0′ 동경 120° 57′  / 북위 28.000° 동경 120.950° | 동중국해                                                                       | |
| 북위 28° 0′ 동경 129° 5′  / 북위 28.000° 동경 129.083°  | 태평양                                                                         | 일본 아마미 제도 일본 오가사와라 제도 북쪽 미국령 군소 제도 미드웨이 환초 미국 하와이주 펄앤헤르메스 환초 북쪽 통과 멕시코 세드로스섬 남쪽 통과 |
| 북위 28° 0′ 서경 114° 12′  / 북위 28.000° 서경 114.200° | 멕시코                                                                         | 바하칼리포르니아주와 바하칼리포르니아수르주의 경계                                                                                              |
| 북위 28° 0′ 서경 112° 46′  / 북위 28.000° 서경 112.767° | 칼리포르니아만                                                                 | |
| 북위 28° 0′ 서경 111° 10′  / 북위 28.000° 서경 111.167° | 멕시코                                                                         | |
| 북위 28° 0′ 서경 100° 0′  / 북위 28.000° 서경 100.000°  | 미국                                                                           | 텍사스주 - 본토와 산호세섬 |
| 북위 28° 0′ 서경 96° 54′  / 북위 28.000° 서경 96.900°   | 멕시코만                                                                       | |
| 북위 28° 0′ 서경 82° 50′  / 북위 28.000° 서경 82.833°   | 미국                                                                           | 플로리다주 |
| 북위 28° 0′ 서경 80° 31′  / 북위 28.000° 서경 80.517°   | 대서양                                                                         | 스페인 라고메라섬 남쪽 통과 |
| 북위 28° 0′ 서경 16° 42′  / 북위 28.000° 서경 16.700°   | 스페인                                                                         | 테네리페섬 |
| 북위 28° 0′ 서경 16° 38′  / 북위 28.000° 서경 16.633°   | 대서양                                                                         | |
| 북위 28° 0′ 서경 15° 49′  / 북위 28.000° 서경 15.817°   | 스페인                                                                         | 그란카나리아섬 |
| 북위 28° 0′ 서경 15° 22′  / 북위 28.000° 서경 15.367°   | 대서양                                                                         | 스페인 푸에르테벤투라섬 남쪽 통과 |
| 북위 28° 0′ 서경 12° 32′  / 북위 28.000° 서경 12.533°   | 모로코                                                                         | |
| 북위 28° 0′ 서경 8° 40′  / 북위 28.000° 서경 8.667°     | 알제리                                                                         | |

## 같이 보기
- 북위 27도
- 북위 29도